# Plesiomma funestum
Plesiomma funestum là một loài ruồi trong họ Asilidae. Plesiomma funestum được Loew miêu tả năm 1861.